# Mykułyn
Mykułyn (ukr. Микулин) – wieś na Ukrainie, w obwodzie chmielnickim, w rejonie szepetowskim, w hromadzie Hryców. W 2001 liczyła 879 mieszkańców, spośród których 869 wskazało jako ojczysty język ukraiński, 9 rosyjski, a 1 mołdawski.